# Laura Lange (Malerin)

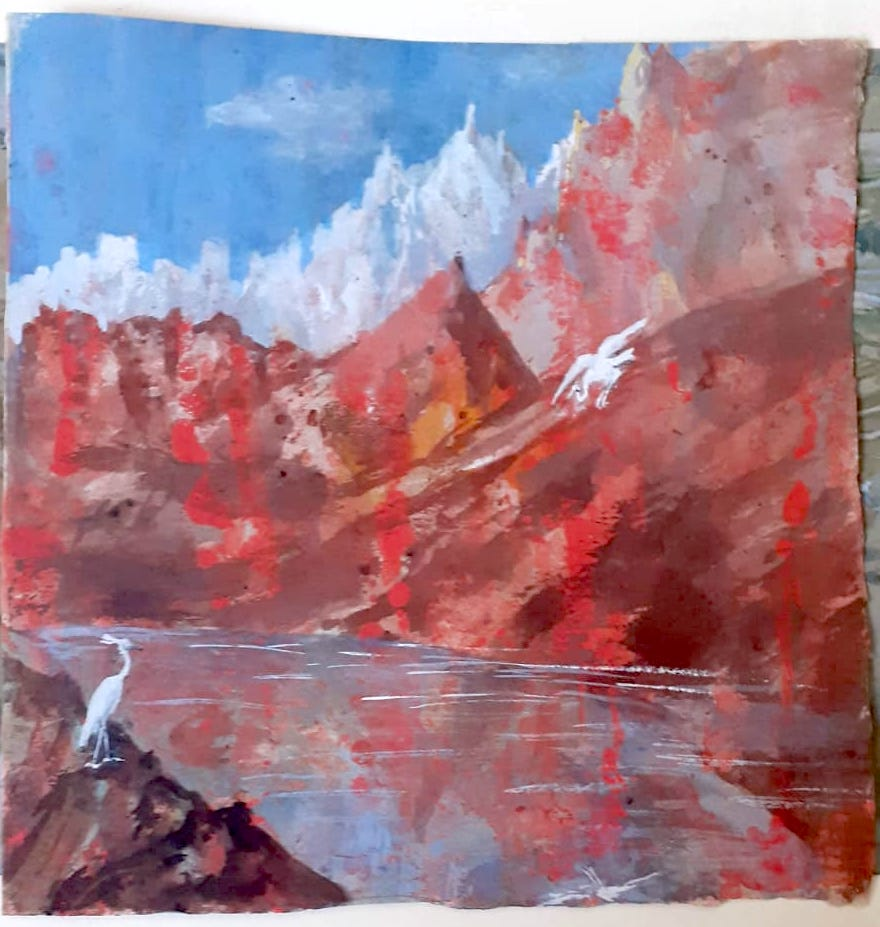
Gemälde von Laura Lange aus dem Familienarchiv Döllinger

Laura Lange, vollständig Laura Ernestine Louise Bertha Lange, (* 13. Juni 1868 in München; † 4. Oktober 1953) war eine deutsche Malerin, Grafikerin und Kunsthandwerkerin.

## Biografie
Lange war die ältere Tochter des Historienmalers Friedrich Lange und Bertha Langes, einer geborenen Sckell, Nachfahrin des Gartengestalters Friedrich Ludwig von Sckell.
Ihre Jugend verbrachte sie in München und auch in Schwerin, der Heimat ihres Vaters, wo dieser von Zeit zu Zeit Aufträge als Kunstmaler wahrnahm. Von 1884 bis 1889 studierte sie an der Kunstgewerbeschule München und war anschließend gemeinsam mit ihrer Schwester Helene (* 1875) Teilhaberin einer Chromolithographischen Kunstanstalt in der Nymphenburger Straße. Während Helene schließlich ihre Künstlerkarriere beendete und Moritz Döllinger, den Großneffen des Theologen und Kirchenhistorikers Ignaz von Döllinger, heiratete, meldete Laura 1894 zusammen mit Martha von Kranz ein Atelier für Kunst und Kunstgewerbe in der Luisenstraße an. 1903 traten die beiden Künstlerinnen in die ein Jahr zuvor neu gegründete Debschitz-Schule für angewandte und freie Kunst ein, wo Langes Arbeiten mehrere Auszeichnungen erhielten.
Lange und Kranz, die bei Debschitz auch eine handwerkliche Ausbildung erfuhren, betrieben von 1906 bis 1925 ein kunstgewerbliches Atelier für Buchbindearbeiten, das zudem als Lehrwerkstätte fungierte. Der Bayerische Kunstgewerbeverein lobte die Arbeiten der Künstlerinnen, die alle Fertigungsschritte in Handarbeit durchführten, für ihre hervorragende Qualität: „Ein feiner künstlerischer Geschmack paart sich in allen Arbeiten des Ateliers v. Kranz-Lange mit ausgereiftem handwerklichen Geschick.“
In den frühen 1920er Jahren lebte Lange vorübergehend in Bahrenfeld bei Hamburg, bevor sie nach München zurückkehrte, wo sie bis in die 1930er Jahre wohnhaft war. Die letzten Jahrzehnte ihres Lebens verbrachte Lange in den oberbayerischen Alpen, gemeinsam mit ihrer früh verwitweten Schwester Helene, Martha von Kranz und weiteren Künstlerinnen, darunter Antonie Ritzerow.

## Werk
Langes künstlerisches Werk ist vielseitig – neben den oben erwähnten kunstvollen Bucheinbänden aus Leder schuf sie Zeichnungen, Gemälde und Lithografien, die häufig eine jugendstiltypisch verzauberte Natur zum Thema haben, und entwarf Wanddekorationen aus Stoff sowie Intarsienarbeiten für Möbel.